# Sonny Landreth

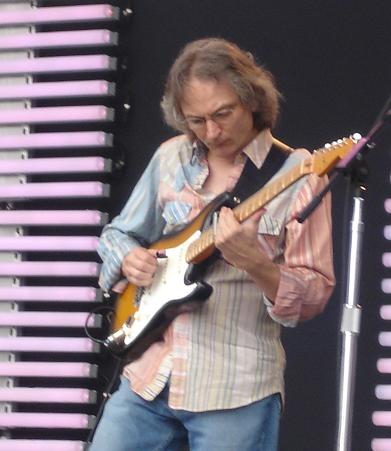
Photo taken at Crossroads Guitar Festival 2007Autor:Truejustice

Clyde Vernon „Sonny” Landreth (ur. 1 lutego 1951 w Cantonie) – amerykański muzyk bluesowy, gitarzysta używający własnej techniki do gry na gitarze slide.

## Życiorys
Urodził się 1 lutego 1951 w Cantonie, później mieszkał w Lafayette, obecnie w Breaux Bridge w Luizjanie.
Karierę artystyczną rozpoczął w Red Hot Louisiana Band, zespole Cliftona Cheniera, jako jedyny biały muzyk. W późniejszym czasie grał w zespole Johna Hiatta oraz z Johnem Mayallem.

## Technika gry
Landreth znany jest jako „Król stylu slydeco” („the King of Slydeco”) będącym połączeniem techniki slide guitar i zydeco, oryginalnego stylu muzycznego z Luizjany. Według Erica Claptona, Landreth jest jednym z najbardziej zaawansowanych technicznie gitarzystów na świecie i zarazem jednym z najbardziej niedocenianych.
Grając w stylu slide, Landreth zakłada rurkę slide na mały palec lewej ręki tak, aby pozostałymi palcami mógł grać na pojedynczych strunach. Gra wszystkimi palcami prawej ręki, używa specjalnego plektronu zakładanego na kciuk pozwalającego mu na płynne przejście pomiędzy grą kostką i palcami.

## Dyskografia

### Albumy solowe
- Blues Attack (1981)
- Down in Louisiana (1985)
- Outward Bound (1992)
- South of I-10 (1995)
- Crazy Cajun Recordings (1999)
- Prodigal Son: The Collection (2000)
- Levee Town (2000)
- The Road We're On (2003)
- Grant Street (2005)
- Sonny Landreth – Live At Jazz Fest 2007 (2007)
- From the Reach (2008)
- Elemental Journey (2012)

### Nagrania z innymi artystami
Z Jimmym Buffettem:
- „USS Zydecosmobile”" i „Mademoiselle (Voulez-Vous Danser)” na Far Side of the World (2002)
- License to Chill (2004)
- Live at Fenway Park (2005)
- Take the Weather With You (2006)

Z Johnem Hiattem:
- Slow Turning (1988)
- The Tiki Bar is Open (2001)
- Beneath This Gruff Exterior (2003)

Z Erikiem Johnsonem:
- „Your Book” na Up Close

Z Markiem Knopflerem:
- Golden Heart
- A Night In London

Z innymi artystami:
- Marshall Crenshaw – „Good Evening”
- Buckwheat Zydeco – „When The Levee Breaks” i „The Wrong Side”" na Lay Your Burden Down
- Gov't Mule – 32/20 Blues
- Little Feat – Join The Band
- Alain Bashung – Osez Joséphine